# Tisbury (Wiltshire)
Tisbury è una cittadina di 2 000 abitanti della contea del Wiltshire, in Inghilterra.